# Робертсон, Арчибальд Хорас Манн
Арчибальд Хорас Манн Робертсон (англ. Archibald Horace Mann Robertson; 1886 — 14 октября 1961) — британский государственный служащий и общественный деятель, ставший автором публицистических и исторических трудов, в которых отстаивал левые взгляды и критический анализ христианства, в частности истории его происхождения.

## Биография
Робертсон родился в Дареме в 1886 году, будучи старшим из трех сыновей Арчибальда Робертсона и его жены Юлии, урождённой Манн. Его отец был англиканским священником и стал епископом, но сын уже в ранние годы отошёл от религии.
В 1899 году Робертсон-младший получил стипендию на обучение в Винчестерском колледже, где и начал сомневаться в ортодоксии христианства и консерватизма тори после чтения книг по истории Великой французской революции, подкреплённых затем «Историей конфликта между религией и наукой» Дж. У. Дрейпера и «Этикой социализма» Белфорт Бакса.
Затем он учился в Тринити-колледж, Оксфорд, параллельно всё сильнее интересуясь политикой на фоне победы на выборах 1906 года либералов и подъёма лейбористов. Он запоем читал левые периодические издания «The Clarion», «Labour Leader», «The New Age» и еженедельную газету Социал-демократической Федерации «Justice», став регулярным автором последней.
В 1910 году, получив диплом, он поступил в Британскую гражданскую службу; к началу войны в 1914 году он работал личным секретарем постоянного секретаря британского Адмиралтейства. Его пост освободил его от призыва в армию, но он, как и многие левые, терзался сомнениями касательно войны, хотя в конце концов решил поддержать её. Он покинул Независимую лейбористскую партию и Фабианское общество, но продолжал сотрудничать в рационалистической и социалистической прессе. В этот период он использовал псевдоним Роберт Арч, отчасти чтобы избежать путаницы с его отцом, который писавшим об истории церкви. После войны Белфорт Бакс ввёл его в состав Ассоциации рационалистической прессы, занимавшейся борьбой с обскурантизмом и популяризацией науки.
После смерти отца в 1931 году Робертсон ушёл в отставку с госслужбы. После этого он посвятил себя левой политике, истории и критике христианской церкви, публикуясь под своим именем. Выступая за больший акцент на социальных вопросах, он покинул Ассоциацию рационалистической прессы и перешёл в Прогрессивную лигу (Федерацию прогрессивных обществ и лиц) С. Э. М. Джоада, Герберта Уэллса, Джона Гобсона и Бертрана Расселла. В течение пятнадцати лет после окончания Второй мировой войны он был преподавателем Этического общества Саус-плейс.

## Наследие
Неоднократно посещал Советский Союз; после четвёртого своего визита в 1938 году вступил в Коммунистическую партию Великобритании, мотивируя это решение в том числе угрозой со стороны немецкого нацизма, и оставался в её рядах до конца своей жизни. Хотя самые известные его произведения посвящены критике религии, он активно призывал к диалогу атеистов с верующими, к сотрудничеству христиан, марксистов и других социалистов в деле миротворчества и построения справедливого общества.
В книгах «Церковь и народ в Британии» (1949), «Рационализм в теории и на практике» (1954, русский перевод — М., 1956), «Реформация» (1960), «Социализм и религия» (1960) он пропагандировал марксизм, отстаивал науку против религии и клеймил соучастие церкви в поддержании существующих порядков.
В своём наиболее известном труде «Происхождение христианства» (The Origins of Christianity, 1953; русский перевод — М., 1956 и 1959) Робертсон рассматривал первоначальное христианство как религиозную оболочку для революционного движения угнетенных социальных низов Иудеи и всей Римской империи. Однако наряду с этим радикальным иудеохристианством он отмечал противоположные тенденции, заложенные в соответствовавшей чаяниям средних слоёв религиозно-мистической доктрине о спасении в паулианстве, которые со временем позволили правящим классам выхолостить оппозиционный характер христианства и превратить эту религию в орудие классовой эксплуатации. Отстаивая историчность Иисуса Назарянина, в котором он видел революционного вождя народных масс, Робертсон выступал с последовательной критикой мифологической теории, из-за чего вёл полемику с советскими авторами, в среде которых та тогда господствовала.

## Переводы на русский
- Рoбeртсон А. Рационализм в теории и на практике. — М.: Издательство иностранной литературы. Редакция литературы по вопросам философии и психологии, 1958.
- Рoбeртсон А. Происхождение христианства / Пер. с англ. Ю. В. Семёнова. Общая редакция вступительная статья и послесловие С. И. Ковалёва. — М.: Издательство иностранной литературы. Редакция литературы по вопросам философии и психологии, 1959.

## Комментарии
1. ↑  В некоторых источниках неправильно назван «Гарольдом»